# Hookerton (Karolina Północna)
Hookerton – miasto w Stanach Zjednoczonych, w stanie Karolina Północna, w hrabstwie Greene.